# 鍾秀鼐
鍾秀鼐（1990年2月12日—）是前臺灣男子籃球運動員，主要位置是雙前鋒。

## 生平
鍾秀鼐生於台灣台北市，他的父親為前中華男籃代表隊總教練鍾枝萌，哥哥鍾秀鼎曾經參加第1屆超級籃球聯賽灌籃大賽。鍾秀鼐3歲時隨家人移民至紐西蘭，直到15歲時返台就讀再興中學，之後轉學至能仁家商。鍾秀鼐在2008年參加第六季超級籃球聯賽新人選秀會，並以第一輪第二順位被台灣大雲豹挑選。在2009年時得到全額獎學金前往美國加利福尼亞州桑蒂就讀聖地牙哥基督書院，大四後拿到位於加利福尼亞州羅克林的基督教學校威廉傑瑟普大學獎學金，並在2012年轉往該校效力。2013年畢業後加入超級籃球聯賽臺灣銀行。

## 國家隊經歷
- 2008年中華台北U18男子籃球代表隊[6]
- 2012年威廉瓊斯盃男子組光華隊[7]

## 外部連結
- 鍾秀鼐在fiba.basketball（英语）
- 鍾秀鼐在archive.fiba.com（archived）（英语）
- 鍾秀鼐在Eurobasket.com（球員）（英语）
- 鍾秀鼐在Eurobasket.com（球員）（英语）
- 鍾秀鼐在RealGM（英语）
- 鍾秀鼐在Proballers（英语）